# Сальянские казармы
Сальянские казармы — казармы в Баку, построенные в начале XX века для Сальянского 206-го пехотного полка.

## История
В начале XX века на окраине Баку за Шемахинским базаром были построены 2-х и 3-х этажные казармы для Сальянского 206-го пехотного полка с элементами восточной архитектуры, а также дома для офицеров. Рядом с казармами в 1909 году была построена полковая церковь Святых Жён-Мироносиц. В 1911 году казармы были официально названы Алексеевскими в честь шефа полка наследника престола Алексея Николаевича, но неофициально их называли Сальянскими, по названию полка.
На 1917 год в казармах располагался 279 запасной пехотный полк. В казармах из демобилизованных солдат и рабочих был сформирован красногвардейский отряд Бакинской коммуны, который участвовал в боях с противниками советской власти. Командовал отрядом Б. С. Кочаров.

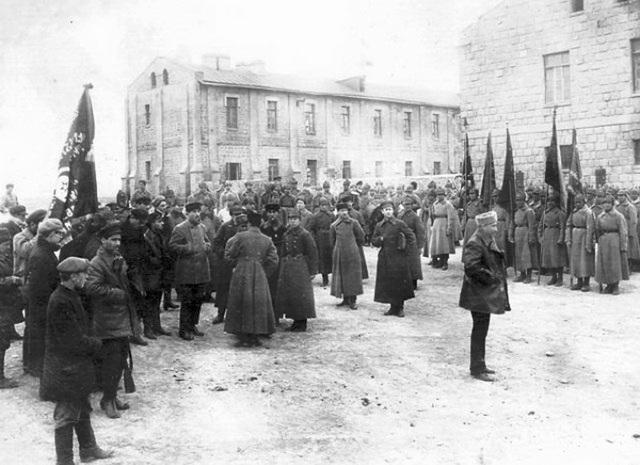
Части XI Красной армии в Баку на плацу перед Сальянскими казармами, май 1920 года

После установления советской власти в Азербайджане в июне 1920 года в Баку начали формироваться Первый интернациональный стрелковый полк имени Ленина и стрелковый полк «Красный Восток», который расположился в Сальянских казармах. Они были переименованы в «Красный Восток» и назывались так официально весь советский период, однако их продолжали называть Сальянскими.
Первый интернациональный стрелковый полк имени Ленина и стрелковый полк «Красный Восток» вошли в состав Азербайджанской стрелковой дивизии, которая в 1936 году была переименована в 77-ю Азербайджанскую горнострелковую Краснознаменную дивизию имени Серго Орджоникидзе.
В 1933 году рядом с Сальянскими казармами были построены здания для Бакинской пехотной школы комсостава имени Серго Орджоникидзе.
В 1941 году 77-я горнострелковая дивизия убыла из Сальянских казарм для прикрытия границы с Ираном и после окончания Великой Отечественной войны в Баку не вернулась. Во время войны в Сальянских казармах располагались различные военные школы, курсы, училища. 
После войны в Сальянских казармах были размещены полки 295-й мотострелковой Херсонской дивизии. С 1960 по 1979 год в Сальянских казармах также размещался 80-й гвардейский парашютно-десантный полк. В послевоенный период рядом со старыми Сальянскими казармами были построены новые казармы и дома для семей офицеров. 
К концу 1980-х годов в Сальянских казармах размещались 135-й мотострелковый, а также кадрированный 139-й мотострелковый полки, 1090-й артиллерийский полк, 1056-й зенитный артиллерийский полк и другие подразделения 295-й мотострелковой Херсонской дивизии.
Во время вооруженного конфликта в Баку в январе 1990 года Сальянские казармы стали одним из основных центров противостояния.
После распада СССР Сальянские казармы были переданы в ведение Министерства обороны Азербайджана. В них расположились музей военной истории Азербайджана и учебно-образовательный центр Министерства обороны Азербайджана.